# Arkham Asylum
Elizabeth Arkham Asylum for the Criminally Insane är ett fiktivt mentalsjukhus för "kriminellt sinnessjuka" utanför Gotham City. Här sitter många av Batmans fiender inspärrade.
Inspirerat av skräckförfattaren H. P. Lovecraft (som placerade flera av sina verk i den fiktiva staden Arkham, Massachusetts, USA) skapades sjukhuset av Dennis O'Neil och dök upp för första gången i amerikanska Batman nr 258 (1974), men då under namnet Arkham Hospital. Namnet Arkham Asylum dök upp första gången i en annan historia av O'Neill 1975.  Sjukhuset har även kallats Arkham Sanitarium (samma namn som sanatoriet i H. P. Lovecrafts böcker) på engelska.
De första (och kanske mest kända) internerna i Arkham var Jokern och Two-Face. Med tiden har sjukhuset kommit att bli en avstjälpningsplats för DC Comics' sinnesstörda superskurkar i allmänhet och merparten av Batmans fiender i synnerhet.
1989 förärades Arkham en egen graphic novel (påkostat seriealbum), skriven av Grant Morrison och helt målad av Dave McKean, från DC Comics. 2003 kom även miniserien Arkham Asylum: Living Hell.

## Intagna i Arkham (urval)
Här listas några av de nuvarande och tidigare intagna i Arkham, tillsammans med de tidningsnummer där de först visades eller nämndes som intagna (inte nödvändigtvis samma nummer där figurerna först dök upp).
- Abattoir (först intagen i Detective Comics nr 625)
- Amadeus Arkham (Who's Who: The Definitive Directory of the DC Universe ‘85 nr 1)
- Ambush Bug (Linslusen) (Action Comics nr 560)
- Amygdala (Batman: Shadow of the Bat nr 3)
- Batman (undercover, i Batman nr 326 (augusti 1980) och Batman: Shadow of the Bat nr 1 (juni 1992)))
- Black Mask (Svarta Masken) (Batman nr 387)
- Bob Overdog (Batman: Legends of the Dark Knight nr 38)
- Calendar Man (Batman 80-Page Giant nr 3)
- Cavalier (Batman: Shadow of the Bat nr 3)
- Cheetah III (Wonder Woman (vol. 2) nr 35)
- Clayface I (Leransiktet) (Detective Comics nr 496)
- Clayface III (Leransiktet) (Batman nr 400)
- Condiment King (Birds of Prey nr 37)
- Cornelius Stirk (Detective Comics nr 593)
- Crazy Quilt (Lapptäcket) (Batman: Shadow of the Bat nr 3)
- Crumbler (Green Lantern (vol. 2) nr 117)
- Deadshot (Prickskytten) (Suicide Squad (vol. 1) nr 34)
- Death Rattle (Arkham Asylum: Living Hell nr 1, juli 2003)
- Doctor Destiny (Justice League of America (vol. 1) nr 175)
- Doctor Double X (World's Finest Comics nr 276)
- Doctor Phosphorus (Batman nr 311)
- Doodlebug (Arkham Asylum: Living Hell nr 1, juli 2003)
- Dummy (World's Finest Comics nr 247)
- Felix Faust (JLA Annual nr 2, 1998)
- Film Freak (Batman nr 396)
- Firefly I (Detective Comics nr 661)
- Floronic Man (Floralmannen) (Swamp Thing (vol. 2) nr 52)
- Great White Shark (Arkham Asylum: Living Hell nr 1, juli 2003)
- Harley Quinn (Batman: Harley Quinn nr 1)
- Hugo Strange (Batham: Gotham Knights nr 11)
- Humpty Dumpty II (Arkham Asylum: Living Hell nr 2, augusti 2003)
- James Highwater (Animal Man nr 24)
- Jean Loring (Identity Crisis nr 7)
- Jigsaw Man (Arkham Asylum: Tales of Madness 1998)
- John Constantine (Swamp Thing (vol. 2) nr 66)
- Jokern (Batman nr 260)
- Julie Caesar (Underworld Unleashed: Batman – Devil's Asylum nr 1)
- Kadaver (Batman: Shadow of the Bat nr 12)
- Key (Nyckeln) (Batman: Gotham Knights nr 5)
- Killer Croc (Batman nr 400)
- Killer Moth (Robin nr 23)
- “Mad Dog” Hawkins (Who's Who ‘85 nr 1)
- “Mad Dog” Markham (Batman nr 326)
- Mad Hatter I (Hattmakaren) (Batman nr 400)
- Mad Hatter II (Hattmakaren) (Secret Origins (vol. 2) nr 44)
- Magpie (Man of Steel nr 3)
- Maxie Zeus (Detective Comics nr 486)
- Mister Freeze (Batman nr 415)
- Mister Zsasz (Batman: Shadow of the Bat nr 1)
- Penguin (Pingvinen) (Batman nr 415) (brukar anses som ett misstag eftersom Pingvinen inte är mentalt störd)
- Poison Ivy (Murgrönan) (Swamp Thing Annual nr 4)
- Professor Ivo (Justice League of America (vol. 1) nr 218)
- Professor Milo (Batman nr 327)
- Psycho-Pirate II (Crisis on Infinite Earths nr 12)
- Riddler (Gåtan) (Batman nr 415)
- Rupert Thorne (Detective Comics nr 477)
- Santa Claus (Joker: Last Laugh  nr ?)
- Fågelskrämman (Detective Comics nr 503)
- Spellbinder III (Birds of Prey: Batgirl nr 1)
- Spook (Spöket) (Batman: Shadow of the Bat nr 3)
- Tweedledee & Tweedledum (Secret Origins (vol. 2) nr 23)
- Two-Face (Dubbelansiktet) (Batman nr 258)
- Ventriloquist (Buktalaren) (Batman nr 491)
- Wild (Batman: Shadow of the Bat nr 38)
- Zatanna (JLA: Black Baptism nr 2)

## Mer om Arkham Asylum
- Per Mortensen: "53-årig psykopat med hämndbegär" (Dagens Nyheter, Kultur & Nöjen 30 juli 1992, s. 1)
- Anders Björkelid: Dårhusets nyckel (B&B 4/1992)